# Adineta steineri
Adineta steineri är en hjuldjursart som beskrevs av Bartoš 1951. Adineta steineri ingår i släktet Adineta och familjen Adinetidae. Inga underarter finns listade i Catalogue of Life.